# Junior-VM i håndbold 1991 (kvinder)
Juniorverdensmesterskabet i håndbold 1991 for kvinder var det ottende junior-VM i håndbold for kvinder. Mesterskabet blev arrangeret af International Handball Federation, og slutrunden med deltagelse af 16 hold blev afviklet i Frankrig i perioden 23. august – 1. september 1991.
Mesterskabet blev vundet af de forsvarende mestre Sovjetunionen foran Sydkorea og Danmark. Det var Sovjetunionens syvende junior-VM-guld (og syvende titel i træk), og holdet gik for sjette junior-VM i træk ubesejret gennem turneringen med syv sejre i syv kampe. I finalen vandt Sovjetunionen med 26-25 over Sydkorea, som dermed tangerede holdets bedste resultat ved junior-VM indtil da. Bronzekampen endte med dansk sejr på 25-18 over Sverige. Tredjepladsen var Danmarks bedste junior-VM-placering efter sølvmedaljerne på hjemmebane i 1987, mens svenskernes fjerdeplads var holdet bedste placering ved junior-VM indtil da.
Turneringen var den sidste for det sovjetiske hold som en samlet nation, og holdets statistik ved de otte junior-VM-turneringer endte dermed på syv guld- og én sølvmedalje. Kampstatistikken endte på 50 sejre og 2 nederlag, heraf 39 sejre i træk i perioden 1979-91.

## Slutrunde

### Indledende runde
De 16 hold spillede i den indledende runde i fire grupper med fire hold. Hver gruppe spillede en enkelturnering alle-mod-alle, og de tre bedst placerede hold i hver gruppe gik videre til hovedrunden om placeringerne 1-12, mens firerne gik videre placeringsrunden om 13.- til 16.-pladsen.

#### Gruppe A
| Dato | Kamp                | Res.  |
| ---- | ------------------- | ----- |
| ?    | Sydkorea – Rumænien | 20–16 |
| ?    | Danmark – Japan     | 32–25 |
| ?    | Japan – Sydkorea    | 18–36 |
| ?    | Rumænien – Danmark  | 18–19 |
| ?    | Sydkorea – Danmark  | 23–18 |
| ?    | Rumænien – Japan    | 29–13 |

| Hold     | Kampe | Mål   | Point |
| -------- | ----- | ----- | ----- |
| Sydkorea | 3     | 79-52 | 6     |
| Danmark  | 3     | 69-66 | 4     |
| Rumænien | 3     | 63-52 | 2     |
| Japan    | 3     | 56-97 | 0     |

#### Gruppe B
| Dato | Kamp                 | Res.  |
| ---- | -------------------- | ----- |
| ?    | Kina – Frankrig      | 21–25 |
| ?    | Bulgarien – Østrig   | 32–21 |
| ?    | Kina – Østrig        | 27–21 |
| ?    | Frankrig – Bulgarien | 23–24 |
| ?    | Østrig – Frankrig    | 21–31 |
| ?    | Bulgarien – Kina     | 25–29 |

| Hold      | Kampe | Mål   | Point |
| --------- | ----- | ----- | ----- |
| Frankrig  | 3     | 79-66 | 4     |
| Kina      | 3     | 77-71 | 4     |
| Bulgarien | 3     | 81-73 | 4     |
| Østrig    | 3     | 63-90 | 0     |

#### Gruppe C
| Dato | Kamp                      | Res.  |
| ---- | ------------------------- | ----- |
| ?    | Jugoslavien – Taiwan      | 23–20 |
| ?    | Tjekkoslovakiet – Canada  | 24–20 |
| ?    | Canada – Jugoslavien      | 23–19 |
| ?    | Taiwan – Tjekkoslovakiet  | 19–25 |
| ?    | Jugoslavien – Tjekkoslov. | 20–22 |
| ?    | Canada – Taiwan           | 25–10 |

| Hold            | Kampe           | Mål             | Point           |
| --------------- | --------------- | --------------- | --------------- |
| Tjekkoslovakiet | 2               | 47-39           | 4               |
| Jugoslavien     | 2               | 43-42           | 2               |
| Taiwan          | 2               | 39-48           | 0               |
| Canada          | Diskvalificeret | Diskvalificeret | Diskvalificeret |

#### Gruppe D
| Dato | Kamp                      | Res.  |
| ---- | ------------------------- | ----- |
| ?    | Sovjetunionen – Tyskland  | 25–15 |
| ?    | Sverige – Brasilien       | 25–11 |
| ?    | Brasilien – Sovjetunionen | 06–26 |
| ?    | Tyskland – Sverige        | 15–22 |
| ?    | Sovjetunionen – Sverige   | 24–11 |
| ?    | Tyskland – Brasilien      | 35–16 |

| Hold          | Kampe | Mål   | Point |
| ------------- | ----- | ----- | ----- |
| Sovjetunionen | 3     | 75-32 | 6     |
| Sverige       | 3     | 58-50 | 4     |
| Tyskland      | 3     | 65-63 | 2     |
| Brasilien     | 3     | 33-86 | 0     |

### Placeringsrunde
I placeringsrunden spillede firerne fra de indledende grupper samt Nigeria om placeringerne 13-16. De fire hold blev samlet i én gruppe, som spillede en enkeltturnering alle-mod-alle. Canada og Nigeria deltog uden for konkurrence.
| Dato | Kamp               | Res.  |
| ---- | ------------------ | ----- |
| ?    | Nigeria – Canada   | 18–25 |
| ?    | Brasilien – Japan  | 22–34 |
| ?    | Østrig – Nigeria   | 24–21 |
| ?    | Nigeria – Japan    | 26–19 |
| ?    | Østrig – Canada    | 19–22 |
| ?    | Brasilien – Østrig | 13–20 |
| ?    | Canada – Brasilien | 29–10 |
| ?    | Japan – Østrig     | 20–20 |

| Plac. | Hold      | Kampe                       | Mål                         | Point                       |
| ----- | --------- | --------------------------- | --------------------------- | --------------------------- |
| 13.   | Japan     | 2                           | 54-42                       | 3                           |
| 14.   | Østrig    | 2                           | 40-33                       | 3                           |
| 15.   | Brasilien | 2                           | 35-54                       | 0                           |
| -     | Canada    | Deltog uden for konkurrence | Deltog uden for konkurrence | Deltog uden for konkurrence |
| -     | Nigeria   | Deltog uden for konkurrence | Deltog uden for konkurrence | Deltog uden for konkurrence |

### Hovedrunde
I hovedrunden spillede vinderne, toerne og treerne fra de indledende grupper om placeringerne 1-12. De tolv hold blev inddelt i to nye grupper, som hver spillede en enkeltturnering alle-mod-alle, bortset fra at hold fra samme indledende gruppe ikke mødtes igen – i stedet blev resultaterne af holdenes indbyrdes opgør i den indledende runde ført med over til placeringsrunden.
Vinderne af de to grupper gik videre til VM-finalen, toerne gik videre til bronzekampen, treerne til kampen om 5.-pladsen, firerne til kampen om 7.-pladsen, femmerne til kampen om 9.-pladsen, mens sekserne måtte tage til takke med at spille om 7.-pladsen.

#### Gruppe I
| Dato | Kamp                 | Res.  |
| ---- | -------------------- | ----- |
| ?    | Sydkorea – Bulgarien | 29–29 |
| ?    | Danmark – Kina       | 30–18 |
| ?    | Rumænien – Frankrig  | 26–16 |
| ?    | Kina – Sydkorea      | 13–31 |
| ?    | Frankrig – Danmark   | 16–24 |
| ?    | Bulgarien – Rumænien | 20–29 |
| ?    | Rumænien – Kina      | 22–22 |
| ?    | Danmark – Bulgarien  | 27–21 |
| ?    | Sydkorea – Frankrig  | 32–15 |

| Hold      | Kampe | Mål     | Point |
| --------- | ----- | ------- | ----- |
| Sydkorea  | 5     | 135-910 | 9     |
| Danmark   | 5     | 118-960 | 8     |
| Rumænien  | 5     | 111-970 | 5     |
| Bulgarien | 5     | 119-137 | 3     |
| Kina      | 5     | 103-133 | 3     |
| Frankrig  | 5     | 095-127 | 2     |

#### Gruppe II
| Dato | Kamp                        | Res.  |
| ---- | --------------------------- | ----- |
| ?    | Tjekkoslovakiet – Tyskland  | 19–20 |
| ?    | Jugoslavien – Sverige       | 25–23 |
| ?    | Taiwan – Sovjetunionen      | 14–24 |
| ?    | Sverige – Tjekkoslovakiet   | 14–12 |
| ?    | Sovjetunionen – Jugoslavien | 29–20 |
| ?    | Tyskland – Taiwan           | 24–19 |
| ?    | Taiwan – Sverige            | 20–30 |
| ?    | Jugoslavien – Tyskland      | 19–20 |
| ?    | Tjekkoslov. – Sovjetunionen | 24–26 |

| Hold            | Kampe | Mål     | Point |
| --------------- | ----- | ------- | ----- |
| Sovjetunionen   | 5     | 128-840 | 10    |
| Sverige         | 5     | 100-960 | 6     |
| Tyskland        | 5     | 094-104 | 6     |
| Tjekkoslovakiet | 5     | 102-990 | 4     |
| Jugoslavien     | 5     | 107-114 | 4     |
| Taiwan          | 5     | 092-126 | 0     |

#### Placeringskampe og finaler
| Dato                | Kamp                        | Res.  |
| Kamp om 11.-pladsen |                             |       |
| ?                   | Taiwan – Frankrig           | 25–21 |
| Kamp om 9.-pladsen  |                             |       |
| ?                   | Kina – Jugoslavien          | 22–25 |
| Kamp om 7.-pladsen  |                             |       |
| ?                   | Tjekkoslovakiet – Bulgarien | 23–21 |
| Kamp om 5.-pladsen  |                             |       |
| ?                   | Rumænien – Tyskland         | 21–16 |
| Bronzekamp          |                             |       |
| ?                   | Sverige – Danmark           | 18–25 |
| Finale              |                             |       |
| ?                   | Sydkorea – Sovjetunionen    | 25–26 |

| Plac.  | Hold            |
| ------ | --------------- |
| Guld   | Sovjetunionen   |
| Sølv   | Sydkorea        |
| Bronze | Danmark         |
| 4.     | Sverige         |
| 5.     | Rumænien        |
| 6.     | Tyskland        |
| 7.     | Tjekkoslovakiet |
| 8.     | Bulgarien       |
| 9.     | Jugoslavien     |
| 10.    | Kina            |
| 11.    | Taiwan          |
| 12.    | Frankrig        |